# كريستيان كاميرون
كريستيان كاميرون (بالإنجليزية: Christian Cameron)‏ هو كاتب أمريكي، ولد في 16 أغسطس 1962 في بيتسبرغ في الولايات المتحدة.

## وصلات خارجية
- الموقع الرسمي
- كريستيان كاميرون على موقع IMDb (الإنجليزية)